# Histoire navale de la Chine
 (avril 2019).
L'histoire navale de la Chine remonte à des milliers d'années et des archives existent depuis la fin de la Période des Printemps et Automne (722 av. J.-C. - 481 av. J.-C.) sur l'ancienne marine chinoise et les différents types de navires utilisés à la guerre. La Chine était la première puissance maritime dans les années 1405–1433, lorsque les constructeurs de navires chinois ont commencé à construire d'énormes navires de haute mer. De nos jours, les gouvernements chinois et taïwanais actuels continuent de maintenir des marines permanentes avec respectivement la marine populaire de libération et la marine de la république de Chine. 

## Histoire

### Premiers efforts maritimes côtiers

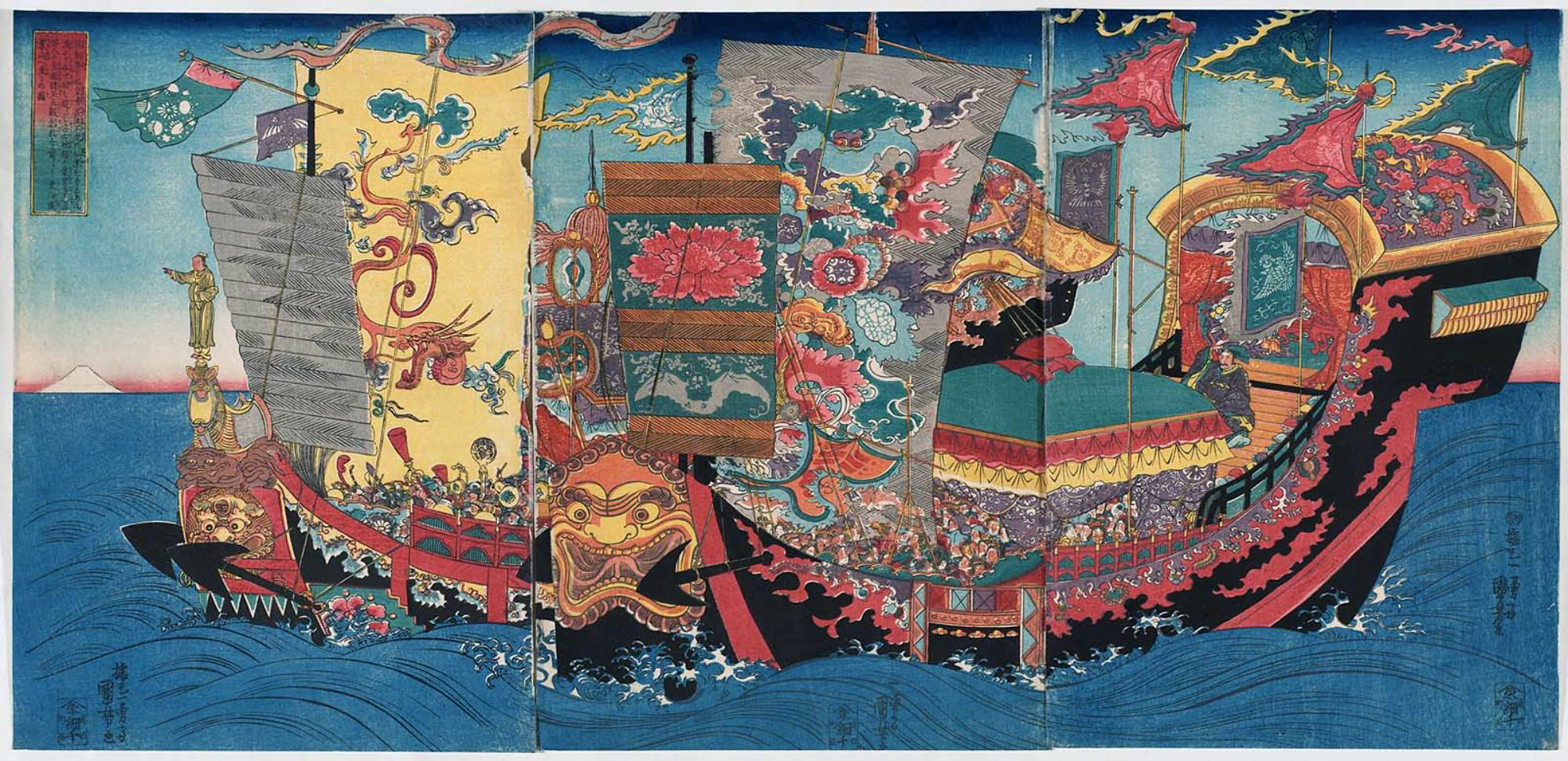
Légende: "Les grands navires pleins de garçons et de filles envoyés à la recherche du médicament d'immortalité (Hôraizan) par l'empereur chinois Shih Huang Ti (Shikôtei), vers 219 av. Kuniyoshi, ukiyo-e du XIXe siècle, dépeint les navires de la grande expédition maritime envoyée par le premier empereur chinois, Qin Shi Huang, vers 219 av.

Ce serait grâce au légendaire Xu Fu à la recherche du mythique Fusang, ou à la création de la Route de la soie maritime depuis le IIe siècle apr. J.-C. à partir du Xian de Hepu, que les anciennes cartes navales chinoises furent réalisées. 
Bien que de nombreuses batailles navales aient eu lieu avant le XIIe siècle, comme la grande bataille de le Falaise rouge entre les Trois royaumes en 208, c'est pendant la dynastie Song (960-1279) en 1132 que les Chinois établirent une marine permanente. À son apogée, à la fin du XIIe siècle, il y avait 20 escadrons de quelque 52 000 marins, avec le quartier général de l'amiral à Dinghai, tandis que la base principale restait plus proche du Shanghai moderne à cette époque. L'établissement de la marine permanente pendant la période Song est né de la nécessité de se défendre contre les Jurchens, qui avaient envahi la moitié nord de la Chine, et d'escorter les flottes de marchands pénétrant dans le Pacifique Sud-Est et l'océan Indien lors de longues missions commerciales à l'étranger vers les contrées hindoues, islamiques et est-africaines du monde. Toutefois, considérant que la Chine était un pays menacé depuis longtemps par des tribus nomades basées sur la terre telles que les Xiongnu, les Göktürks, les Mongols, etc., la marine était toujours considérée comme un complément plutôt que comme une importante force militaire. Aux XVe – XVIe siècles av. J.-C., le système de canaux et l'économie interne de la Chine étaient suffisamment développés pour rendre inutile la flotte du Pacifique, qui a été sabordée lorsque les confucianistes conservateurs ont pris le pouvoir devant la cour et ont entamé une politique d'introspection. Après la première et la seconde guerres de l'opium, qui ont secoué les généraux de la dynastie Qing, le gouvernement a accordé une plus grande importance à la marine. 

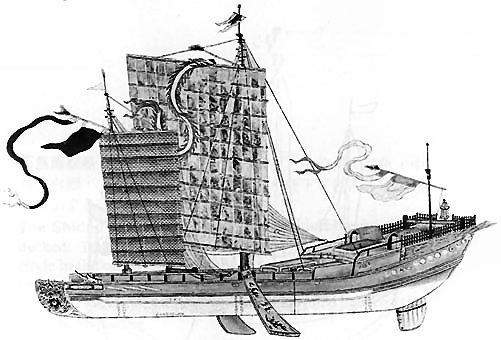
Une jonque de la dynastie Qing au XVIIIe siècle; les navires chinois de la période Qing étaient dotés de coques à compartiments étanches.

Lorsque la flotte britannique rencontra les Chinois lors de la première guerre de l'opium, leurs officiers notèrent l'apparition de bateaux à roues à aubes dans la flotte chinoise, qu'ils ont alors pris pour une copie du modèle occidental. En réalité, les bateaux à roues à aubes ont été développés indépendamment par les Chinois aux Ve – VIe siècles av. J.-C. (un siècle seulement après leur première mention dans les sources romaines (voir Bateau à roues à aubes )) bien que cette méthode de propulsion ait été abandonnée pendant de nombreux siècles et récemment réintroduite avant la guerre. De nombreuses autres innovations étaient présentes au Moyen Âge dans les navires chinois qui n'avaient pas encore été adoptées par les mondes occidental et islamique, dont certaines ont été documentées par Marco Polo, mais qui ne sont entrées dans d'autres marines qu'au XVIIIe siècle, lorsque les Britanniques les ont incorporées à la conception de leurs navires. Par exemple, des coques chinoises médiévales ont été scindées en sections de cloisonnées, de sorte qu'une rupture de la coque n'inondait qu'une fraction du navire et ne le coulait pas nécessairement (voir Inondabilité du navire). Cela a été décrit dans le livre de Zhu Yu, auteur de la marine de la dynastie Song, dans le "Pingzhou Ketan" de 1119. Outre les innovations décrites dans le livre de Zhu, de nombreuses autres améliorations ont été apportées à la technologie nautique à l'époque médiévale Song. Celles-ci comprenaient des traverses reliant les côtes des navires pour les renforcer, des gouvernails pouvant être relevés ou abaissés pour permettre aux navires de se déplacer dans plus grande diversité de profondeurs d'eau, des ancres avec des dents disposées de manière circulaire plutôt que dans une direction, "ce qui les rend plus fiables". Les jonques avaient également leurs voiles étalées sur des poteaux en bois afin que l'équipage puisse les relever et les abaisser avec des cordes depuis le pont, comme des stores de fenêtre, sans avoir à grimper, attacher ou dénouer diverses cordes à chaque fois que le navire a besoin de tourner ou de régler sa vitesse. 
Une bataille navale importante fut la bataille du lac Poyang du 30 août au 4 octobre de l'année 1363 de notre ère, une bataille qui cimenta le succès de Zhu Yuanzhang dans la fondation de la dynastie Ming. Cependant, la flotte chinoise a énormément régressé après qu'au début du XVe siècle ses fonctions militaires, tributaires et exploratoires aient été jugées trop onéreuses et qu'elle devienne principalement une force de police sur des routes comme le Grand Canal. Des navires comme les mastodontes de la "flotte de trésors" de Zheng He, qui a plusieurs fois éclipsé les plus grands navires portugais de l'époque, ont été abandonnés et la jonque est devenue le navire prédominant en Chine jusqu'à la renaissance navale.

## Littérature

### Littérature ancienne

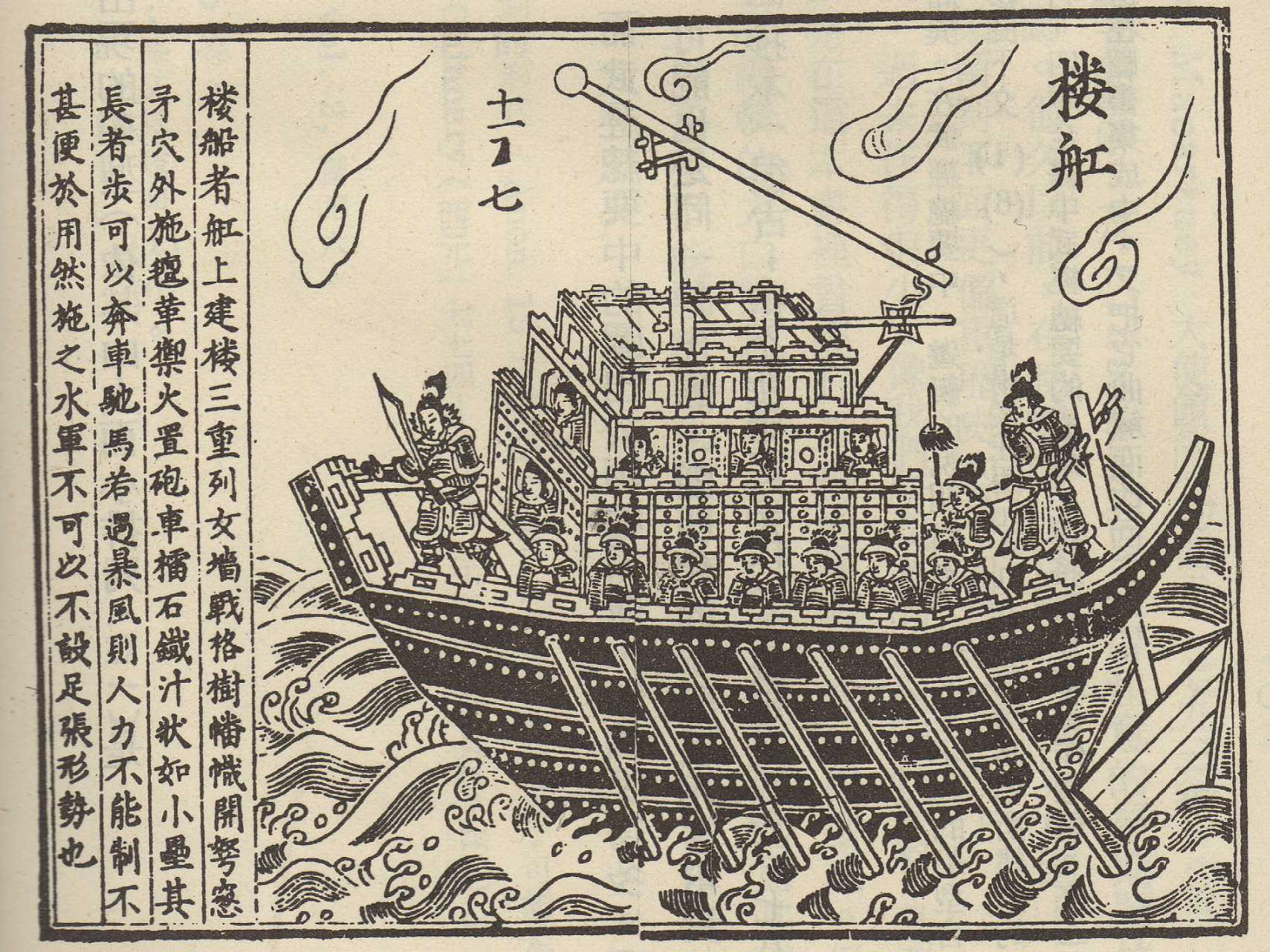
Navire fluvial de la dynastie Song avec une catapulte-trébuchet à traction Xuanfeng sur le pont supérieur, extraite d'une illustration du Wujing Zongyao (1044 apr. J.-C.).

L'un des plus anciens livres chinois connus sur les questions navales est le Yuejueshu (Archives perdues de l'État de Yue) datant de 52 apr. J.-C., attribué à l'érudit de la dynastie des Han, Yuan Kang. De nombreux passages du livre de Yuan Kang ont été réécrits et publiés dans le Taiping Yulan de Li Fang, compilé en 983. Les passages conservés du livre de Yuan Kang ont été réédités dans le Yuanjian Leihan (Miroir de l'infini, un trésor classé), édité et compilé par Zhang Ying en 1701 durant la dynastie Qing. 
Le livre de Yuan Kang énumère diverses embarcations utilisées pour la guerre, notamment celle utilisée principalement pour éperonner les trirèmes gréco-romaines. Ces « classes » de navires sont la grande aile (da yi), la petite aile (xiao yi), l'attaquant éventreur (tu wei), le navire-château (lou chuan) et le navire-passerelle (qiao chuan). Celles-ci ont été répertoriées dans le Yuejueshu comme un dialogue écrit entre le roi Helü de Wu (514 à 496 av. J.-C.) et Wu Zixu (526 à 484 av. J.-C.). Ce dernier y déclarait :

« De nos jours, lors de la formation des forces navales, nous utilisons la tactique des forces terrestres pour obtenir le meilleur effet possible. Ainsi, les grands navires à voiles correspondent aux gros chars de l'armée, les petits navires à voiles aux chars éclaireurs, les estomacs[Quoi ?] aux béliers, les navires-château aux tours d'assaut mobiles et les navires-ponts à la cavalerie. »

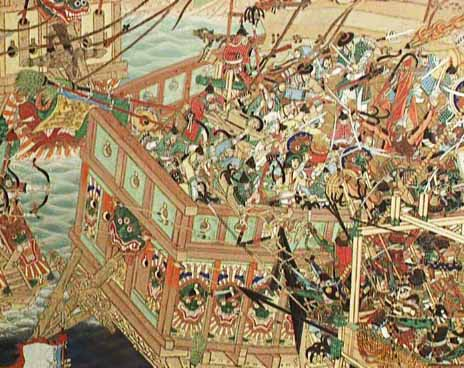
Illustration d'un combat de la guerre d'Imjin (XVIIe siècle).

Les navires à éperons sont attestés dans d'autres documents chinois, notamment dans le dictionnaire Shi Ming de Liu Xi, vers 100 apr. J.-C.. Les Chinois utilisèrent également un grand crochet en fer relié à un espar pour épingler les navires en retraite, comme décrit dans le livre de Mozi, compilé au IVe siècle av. J.-C.. Cela a été discuté dans un dialogue entre Mozi et Lu Ban en 445 av. J.-C. (lorsque Lu a voyagé à l'État de Chu de l'État de Lu), disant que le crochet et l'espar standardisé sur tous les navires de guerre Chu a été donné comme la raison pour laquelle la marine de Yue a perdu une bataille contre Chu. 
La rébellion de Gongsun Shu contre la dynastie des Han rétablie, dans la province du Sichuan durant l'année 33 de notre ère, a été rapportée dans le livre des Han postérieurs, compilé par Fan Ye au Ve siècle. Gongsun avait envoyé une force navale de vingt à trente mille soldats le long du fleuve Yangtsé pour attaquer la position du commandant Han Cen Peng. Après que Cen Peng eut vaincu plusieurs officiers de Gongsun, Gongsun fit construire un long ponton flottant sur le Yangtsé, doté de points fortifiés, protégés en amont par un barrage, et a érigé des forts sur la rive du fleuve pour tirer des projectiles à distance. Cen Peng a été incapable de percer cette barrière et ce barrage de projectiles avant de doter sa marine de navires château, de navires d'assaut à rames et d'« attaquants en collision » utilisés pour éperonner une flotte de plusieurs milliers de navires et réprimer la rébellion de Gongsun. 

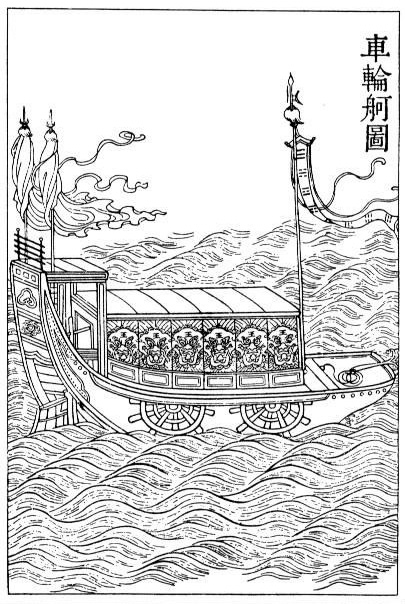
Un navire chinois à aubes, image d'une encyclopédie de la dynastie Qing publiée en 1726.

Le concept du « navire-château » décrit par Yuan Kang a continué à être utilisé dans les batailles navales chinoises après la période Han. Face à la marine de la dynastie Chen sur le fleuve Yangtsé, l'empereur Wen de Sui (581–604) employa une force navale énorme de milliers de navires et de 518 000 soldats stationnés le long du Yangtsé (du Sichuan à l'océan Pacifique). Le plus grand de ces navires avait cinq ponts superposés, pouvait contenir 800 passagers, et chaque navire était équipé de six bômes de 50 pieds (environ 15 mètres) utilisées pour se balancer et endommager les navires ennemis, avec la possibilité de les bloquer.

## Types de navire de l'époque Tang
Durant la dynastie chinoise des Tang (618–907 apr. J.-C.), des combats navals célèbres ont eu lieu, tels que la victoire des Tang-Silla sur le royaume coréen de Baekje et les forces japonaises Yamato lors de la bataille de Baekgang en 663. La littérature de la dynastie Tang sur la guerre navale et la conception des navires est devenue alors plus nuancée et complexe. Dans son Taipai Yinjing (Règles de la planète blanche et sombre de la guerre) de 759 apr. J.-C., Li Quan donna des descriptions de plusieurs types de navires de guerre de son époque (remarque: les navires à plusieurs ponts sont appelés navires à tour ci-dessous). Bien entendu, les bateaux à roues à aubes innovés par le prince des Tang, Li Gao, plus d'une décennie plus tard, en 784 apr. J.-C., ne sont évidemment pas représentés ici, même si eux conserveraient une place importante dans la marine chinoise. Les engins à roue à aubes constituaient, avec les bombes à poudre noire, un atout important dans les succès navals de la dernière dynastie Song, notamment dans la bataille de Caishi en 1161 apr. J.-C., lors des guerres Jin – Song. 

### Swoopers couverts
Attaquants couverts (Meng Chong, 艨艟) ; ce sont des navires qui ont le dos couvert (blindés) avec une couverture de peau de rhinocéros. Les deux côtés du navire ont des rames; à l' avant et à l'arrière, ainsi qu'à bâbord et à tribord, il y a des ouvertures pour les arbalètes et des trous pour les lances. Les ennemis ne peuvent pas embarquer (sur ces navires), et les flèches ou les pierres ne peuvent l'endommager. Cette disposition n'est pas adoptée pour les grands navires car une vitesse et une mobilité supérieures sont préférables, afin de pouvoir soudainement plonger sur l'ennemi non préparé. Ainsi, ces attaquants couverts ne sont pas des navires de combat (au sens ordinaire).

### Jonques de Combat
Jonque de combat (Zhan xian); les jonques de combat ont des remparts et des demi-remparts au-dessus du bord de la coque, les orifices pour les rames en dessous. À cinq pieds du bord du pont (à bâbord et à tribord) se trouve un rouf surmonté de remparts. Cela double l'espace disponible pour le combat. Il n'y a pas de couverture ou de toit sur le dessus (du navire). Les fanions dentelés flottent depuis des bâtons à de nombreux endroits à bord, et il y a des gongs et des tambours ; ainsi, ces (jonques de combat) sont de (réels) navires de combat (au sens ordinaire).

### Barques volantes
Barques volantes (Zou ge); un autre type de navire de combat. Ils ont une double rangée de remparts sur le pont et ils transportent plus de marins (rameurs) et moins de soldats , mais ces derniers sont choisis parmi les meilleurs et les plus courageux. Ces navires se bousculent comme sur des vagues et peuvent attaquer un ennemi à l'improviste. Ils sont très utiles pour les urgences et le devoir urgent.

### Bateaux de patrouille
Les bateaux de patrouille (Yu ting) sont de petits navires utilisés pour la collecte de renseignements. Ils n'ont pas de remparts au-dessus de la coque, mais à bâbord et à tribord, il y a une dame de nage tous les quatre pieds, dont le nombre total varie en fonction de la taille du bateau. Que ce soit pour avancer, s'arrêter ou revenir, ou pour faire évoluer la formation, la vitesse (de ces bateaux) est comme voler. Mais ils sont pour la reconnaissance, ils ne combattent pas les bateaux / navires.

### Faucons de Mer
Faucons de mer (Hai hu); ces navires ont des proues basses et des hautes proues, les parties avant (de la coque) étant petites et les parties arrière larges, comme la forme de l'oiseau hu (lorsqu'il flotte sur l'eau). Au-dessous du niveau du pont, à bâbord et à tribord, il y a des "planches flottantes" (fou ban) en forme de ailes de l'oiseau hu. Ceux-ci aident les navires (faucon de mer), de sorte que même lorsque le vent et les vagues apparaissent dans la fureur, ils ne sont pas (entraînés) latéralement, ni ne se retournent. Les peaux de bœuf crues le recouvrent et protègent les parties supérieures des deux côtés du navire, comme si elles se trouvaient sur un mur d'enceinte [note de bas de page: protection contre les projectiles incendiaires ]. Il y a des fanions en dents de scie, des gongs et des tambours, comme sur les navires de combat.

## Évènements navals par époque

### Royaumes combattants
- Guerres entre Yue et Chu

### Dynastie Qin
- Xu Fu
- Tu Sui (屠 睢) conquit Baiyue

### La dynastie Han
- 111 av. J.-C., les délégués de l'empereur Wu de Han explorèrent l'Asie du Sud-Est et l'Inde depuis le golfe du Tonkin pour prendre contact avec des États d'Asie centrale, la Route de le soie maritime.
- Rébellion de Gongsun Shu
- Bataille de Jiangxia
- Bataille des falaises rouges
- Bataille de Ruxu (217)

### Trois Royaumes
- Bataille de Dongkou
- Bataille de Jiangling (223)
- Bataille de Ruxu (222-223)

### Dynastie Sui
- Guerres Koguryo-Sui

### Dynastie Tang
- Bataille de Baekgang

### Dynastie Song
- Bataille de Caishi
- Bataille de Tangdao
- Bataille de Xiangyang
- Bataille de Yamen

### Dynastie Yuan
- Troisième bataille de Bạch Đằng
- Première bataille de la baie de Hakata
- Bataille de Kōan
- Expédition Java

### Dynastie Ming
- Bataille du lac Poyang

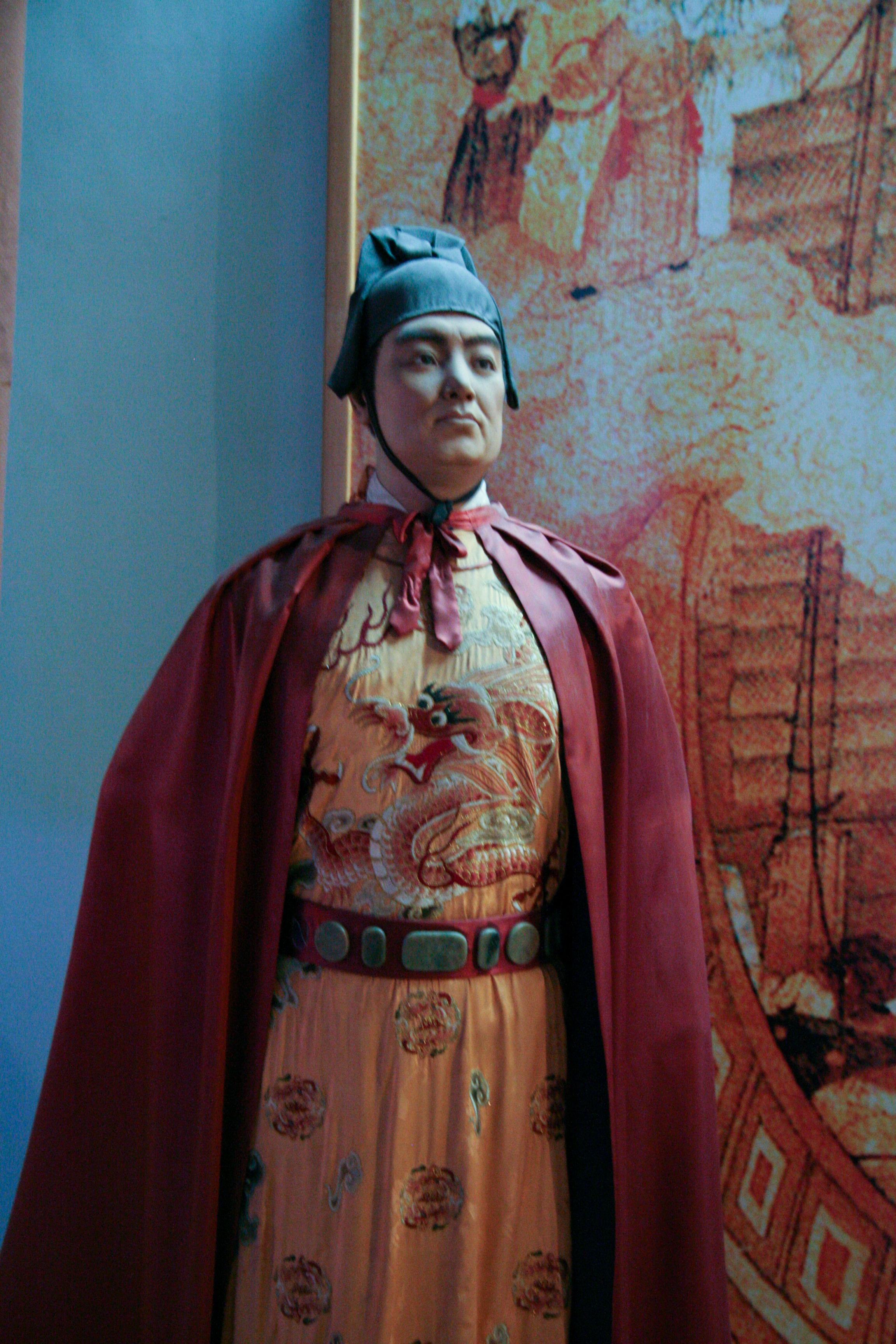
Une statue de cire moderne de l'amiral Zheng He, qui a dirigé sept expéditions dans l'océan occidental

- Voyages au trésor Ming dirigés par Zheng He
- Wokou
  - Jiajing Wokou Raids
- Guerre d'Imjin
  - Bataille de Noryang
- Première bataille de Tamao
- Deuxième bataille de Tamao
- Bataille de Penghu (1624)
- Bataille de la baie de Liaoluo
- Siège de Fort Zeelandia

### Dynastie Qing
La marine impériale chinoise moderne a été créée en 1875 à la suite d'une incursion japonaise à Taiwan qui a révélé la vulnérabilité de la marine chinoise prémoderne existante. De nombreux navires modernes équipés d'armes à feu Krupp, d'électricité, de pistolets Gatling, de torpilles et d'autres armes modernes ont été acquis par les dynasties Qing aux puissances occidentales. Ils étaient dirigés par des officiers chinois formés à l'ouest. 
- Zheng Chengong
- Bataille de Penghu
- Flotte Beiyang
- Flotte Nanyang
- Flotte Fujian
- Flotte du Guangdong
- Première et deuxième guerres de l'opium
- Guerre sino-française
  - Bataille de Foochow
  - Bataille de Shipu
- Première guerre sino-japonaise
  - Bataille de la rivière Yalu (1894)
  - Bataille de Weihaiwei

### République de Chine
- Marine de la République de Chine
- Deuxième guerre sino-japonaise
- Bataille de Wuhan
- Opération de débarquement sur l'île de Hainan
- Première crise du détroit de Taiwan
- Deuxième crise du détroit de Taiwan
- Troisième crise du détroit de Taiwan

### République Populaire de Chine
- Marine de l'Armée de libération du peuple
- Première crise du détroit de Taiwan
- Deuxième crise du détroit de Taiwan
- Bataille des iles Paracels
- Troisième crise du détroit de Taiwan
- Escarmouche de l'île Spratly (1988)

## Galerie de navires de guerre chinois

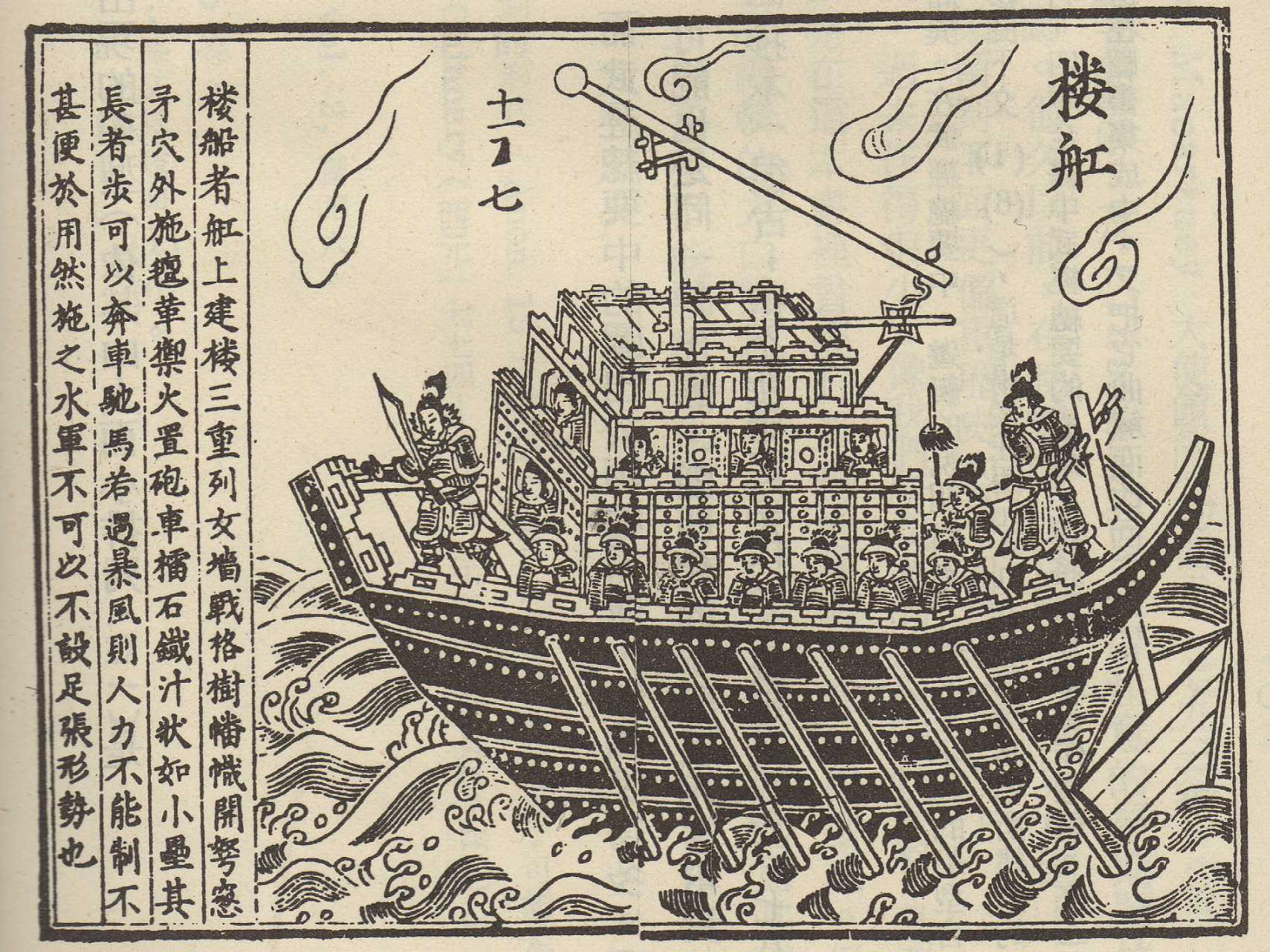
Un navire "tour" avec une traction- trébuchet sur son pont supérieur, du Wujing Zongyao
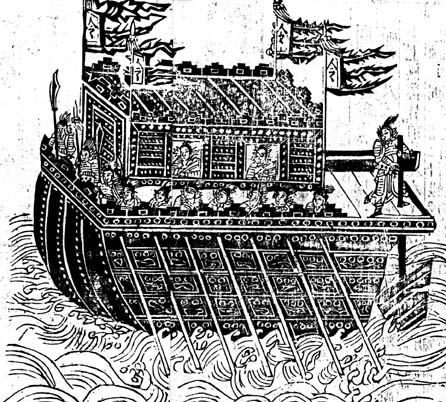
Un navire "de combat" du Wujing Zongyao
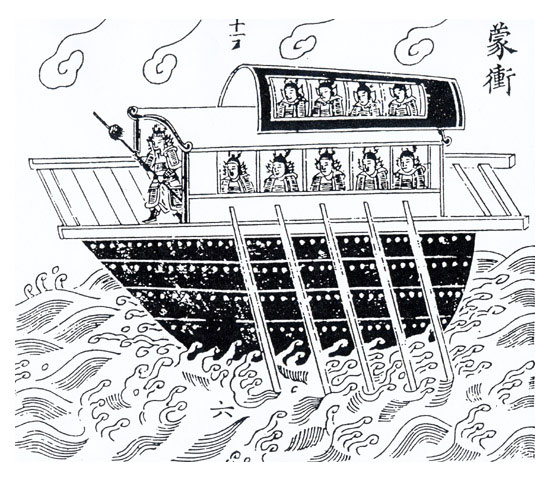
Un navire "d'assaut couvert" du Wujing Zongyao
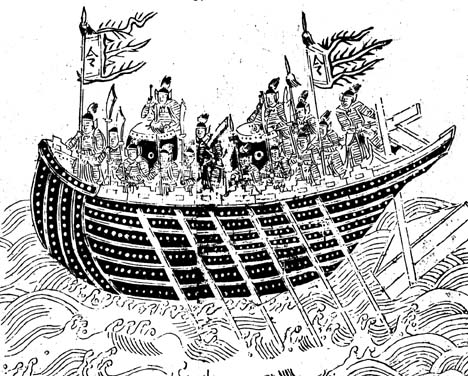
Une barque "volante" du Wujing Zongyao
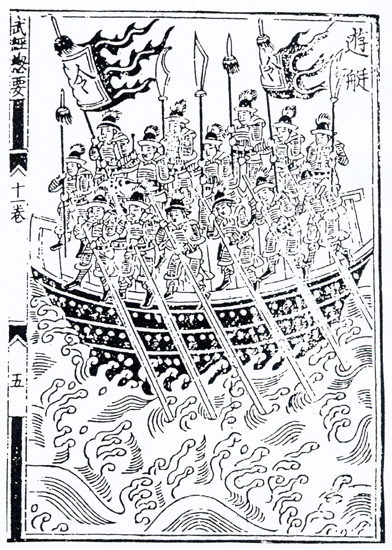
Un "bateau de patrouille" du Wujing Zongyao
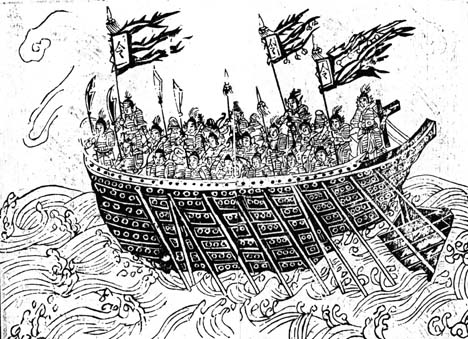
Un "faucon de mer" du Wujing Zongyao
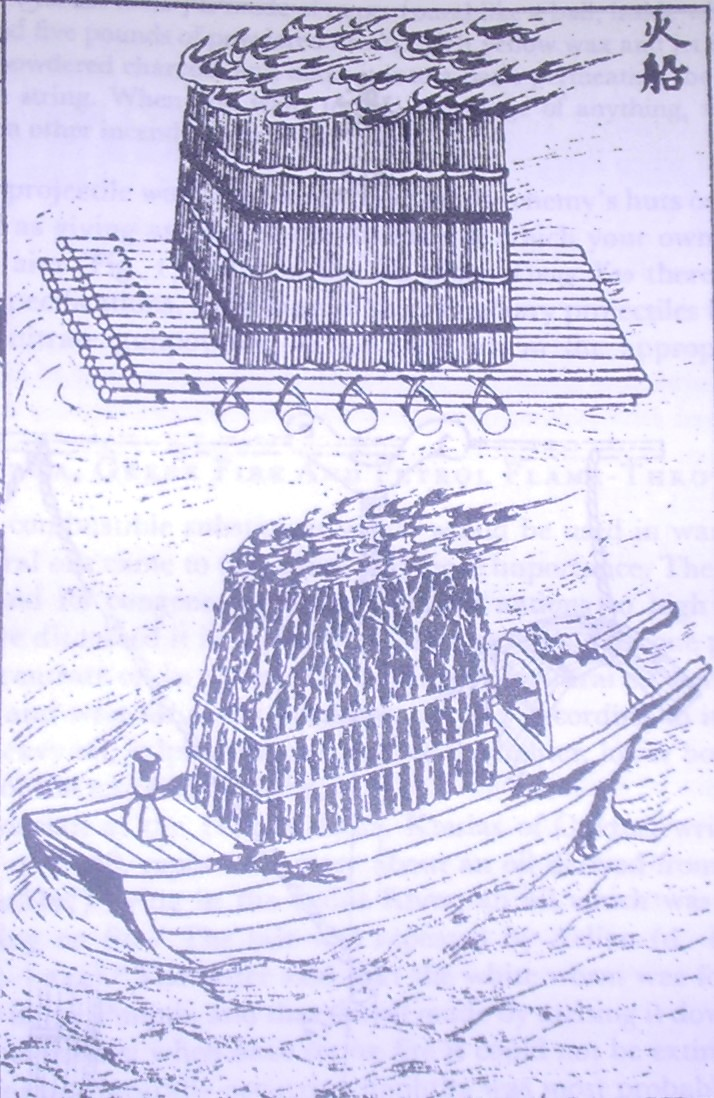
Navires de pompiers chinois du Wujing Zongyao
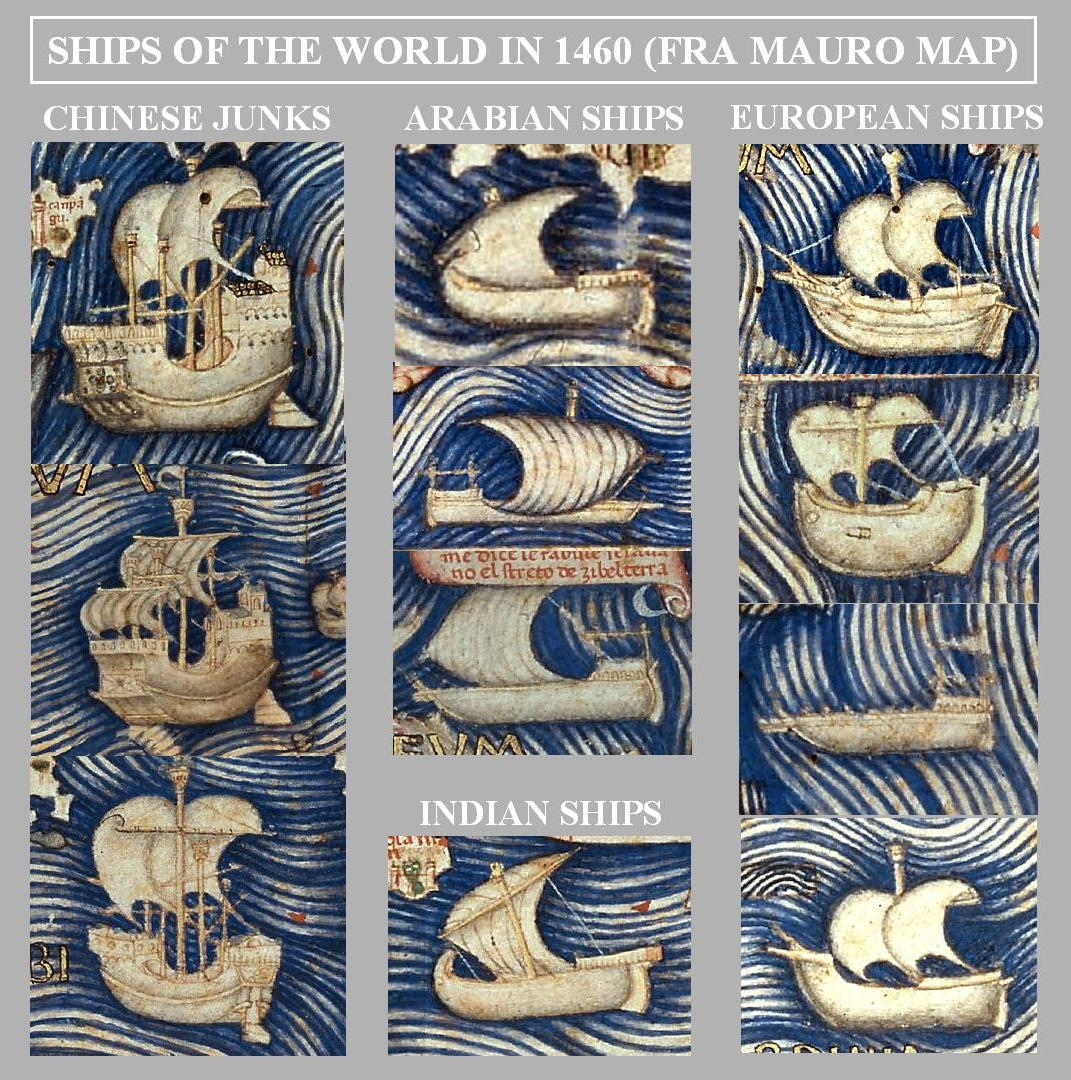
Navires du monde tels qu'ils sont représentés sur la carte de Fra Mauro , 1460.
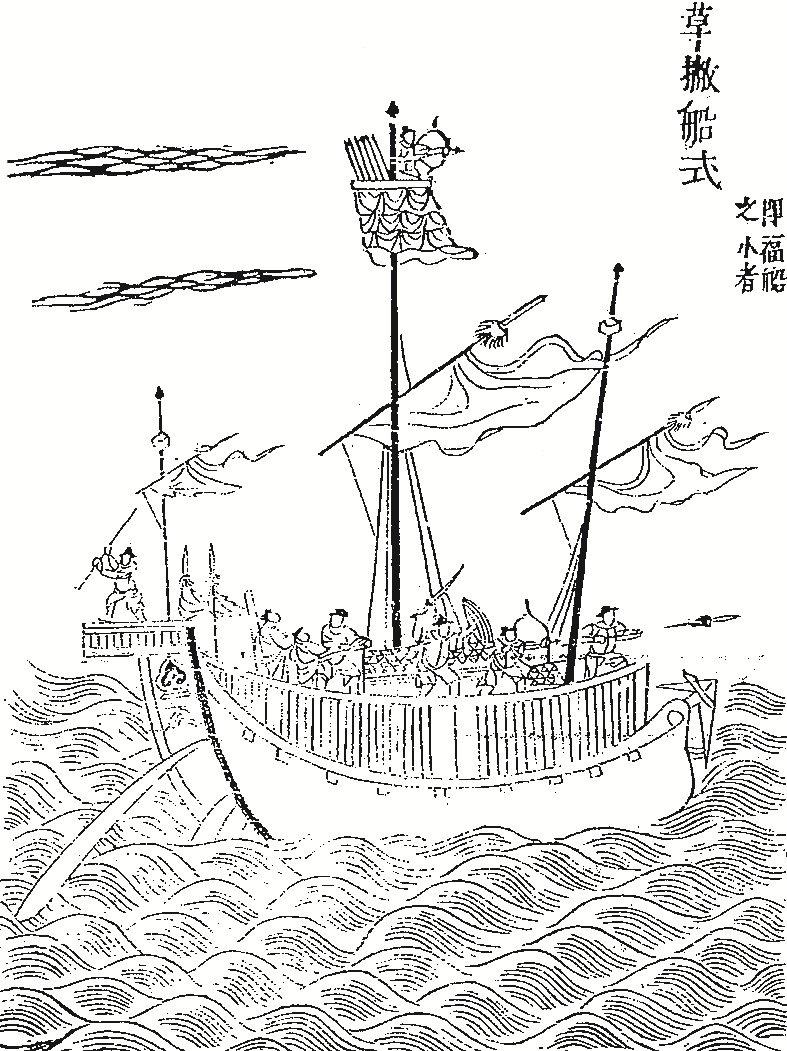
Jonque de guerre de la dynastie Ming provenant du tubian Chouhai de Zheng Ruozeng (1562)
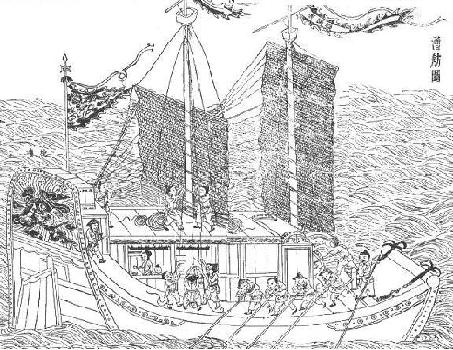
Une jonque chinoise à deux mâts, du Tiangong Kaiwu de Song Yingxing , publiée en 1637
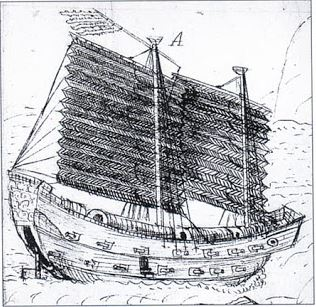
Une jonque Ming, 1637.
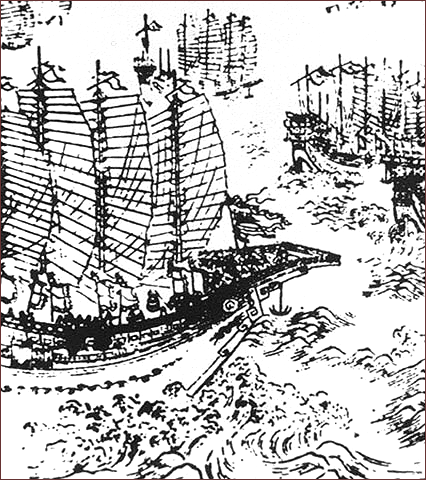
Gravure sur bois au début du XVIIe siècle, censée représenter les navires de Zheng He
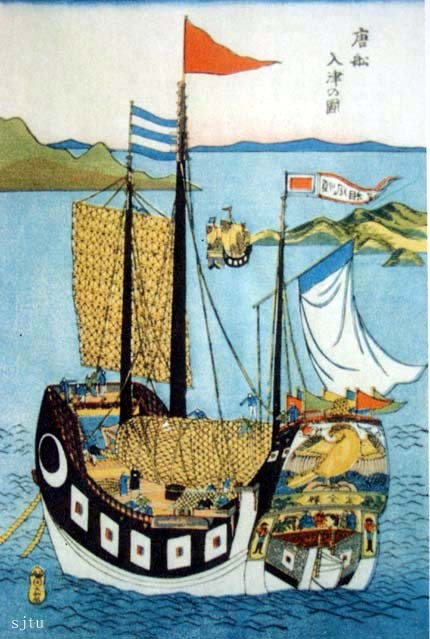
Une jonque chinoise au Japon, au début de la période Sakoku (1644-1648 estampe japonaise)
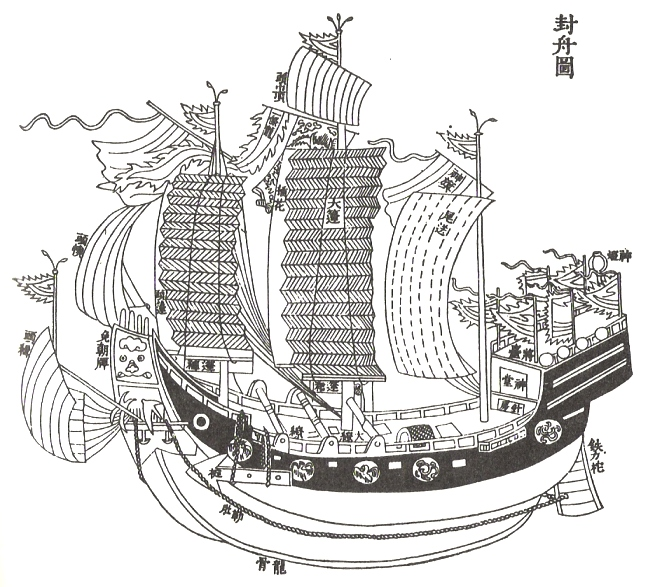
Navire Ming du Liuqiu guozhi lüe , 1759
Péniche, Gujin Tushu Jicheng
Attaquant couvert, Gujin Tushu Jicheng
Péniche marchante, Gujin Tushu Jicheng
Navire de combat, Gujin Tushu Jicheng
Faucon de la mer, Gujin Tushu Jicheng
Navire Guangdong, Gujin Tushu Jicheng
Navire Xinhui à forte queue, Gujin Tushu Jicheng
Grand navire chef Dongguan, Gujin Tushu Jicheng
Grand navire marchand , Gujin Tushu Jicheng
Navire herbe, Gujin Tushu Jicheng
Bateau Haicang, Gujin Tushu Jicheng
Navire briseur de vagues, Gujin Tushu Jicheng
Navire de haute branche, Gujin Tushu Jicheng
Navire sonore, Gujin Tushu Jicheng
Bateau pont en cuir, Gujin Tushu Jicheng
Cangshan, Gujin Tushu Jicheng
Bateau à huit avirons, Gujin Tushu Jicheng
Bateau Falcon, Gujin Tushu Jicheng
Bateau de pêche, Gujin Tushu Jicheng
Navire en filet, Gujin Tushu Jicheng
Navire à deux proues, Gujin Tushu Jicheng
Navire de sable, Gujin Tushu Jicheng
Bateau mille-pattes , Gujin Tushu Jicheng
Bateau à bec, Gujin Tushu Jicheng
Le fils et le bateau-mère, Gujin Tushu Jicheng
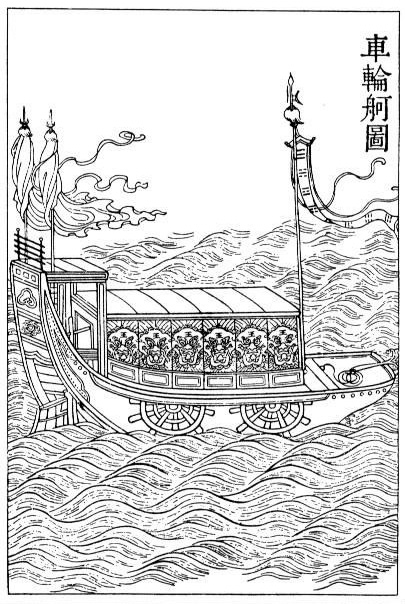
Chaland à roues, Gujin Tushu Jicheng
Bateau-dragon rouge, Gujin Tushu Jicheng
Navire de pompiers, Gujin Tushu Jicheng
Bateau poseur de bombe, Gujin Tushu Jicheng
Navire-tour, Gujin Tushu Jicheng
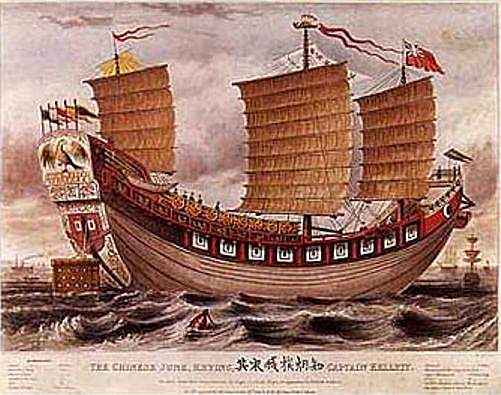
La jonque Keying a voyagé de la Chine aux États-Unis et en Angleterre entre 1846 et 1848.
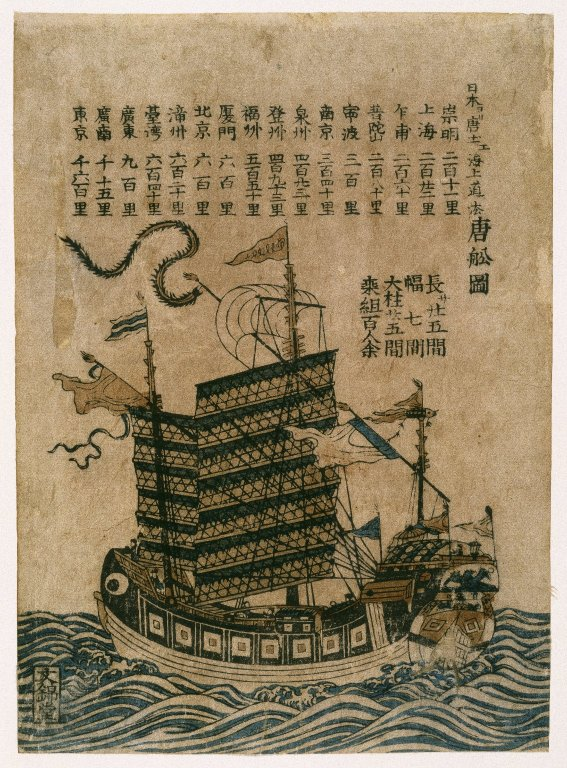
Navire chinois, 1853.